# أوسكار هيرتويغ
أوسكار هيرتفيغ (بالألمانية: Oscar Hertwig)‏(21 أبريل 1849 في فريدبرغ – 25 أكتوبر 1922 في برلين)، عالم أحياء تطورية وعالم حيوان ألماني، اشتهر بأبحاثه في علم الأحياء التطوري وعلم الأجنة. يُنسب إليه كونه أول شخص يلاحظ التكاثر الجنسي على المستوى الخلوي، من خلال دراسة خلايا قنافذ البحر تحت المجهر.

## حياته
أوسكار هيرتفيغ هو الشقيق الأكبر لعالم الحيوان البروفيسور ريتشارد هيرتفيغ (1850–1937). كان الأخوان هيرتفيغ من أبرز تلاميذ إرنست هيكل وكارل جيغنباور [الإنجليزية] في جامعة ينا. وعلى الرغم من استقلالهما عن التكهنات الفلسفية لهيكل، إلا أنهما استفادا من أفكاره بطريقة إيجابية لتوسيع مفاهيمهما في علم الحيوان. أجرى الأخوان بين عامي 1879 و1883 دراسات في علم الأجنة، خاصة حول نظرية الجوف العام، وهي التجويف المملوء بالسوائل داخل الجسم (1881). استندت هذه الأبحاث إلى نظريات هيكل التطورية، مثل النظرية الحيوية ونظرية الجاستريا .
خلال عشر سنوات، تفرق الأخوان، حيث انتقل كل منهما إلى جهة مختلفة في ألمانيا. أصبح أوسكار هيرتفيغ أستاذًا للتشريح في برلين عام 1888، بينما انتقل ريتشارد هيرتفيغ إلى ميونيخ عام 1885 ليصبح أستاذًا لعلم الحيوان في جامعة لودفيغ ماكسيميليان، حيث شغل المنصب لمدة 40 عامًا من مسيرته التي استمرت 50 عامًا في أربع جامعات.  
كان هيرتفيغ رائدًا في المقارنة والتفسير السببي لتطور الحيوانات، كما كتب كتابًا دراسيًا بارزًا في المجال. ومن خلال دراسته لقنافذ البحر، أثبت أن الإخصاب يحدث من خلال اندماج خلية الحيوان المنوي والبويضة. كما أدرك دور نواة الخلية في الوراثة، ودرس تقليل الكروموسومات أثناء الانقسام الاختزالي. في عام 1876، نشر نتائج أبحاثه التي أكدت أن الإخصاب يشمل اختراق الحيوان المنوي للبويضة، وهو ما لاحظه أيضًا هيرمان فول في نفس العام. كما أجرى تجارب على بيوض الضفادع وكشف عن "قاعدة المحور الطويل" أو "قاعدة هيرتفيغ"، التي تنص على أن الخلية تنقسم بمحاذاة محورها الطويل.  
في عام 1885، كتب هيرتفيغ أن "النوكليين" (المعروف لاحقًا باسم الحمض النووي) هو المسؤول عن الإخصاب ونقل الصفات الوراثية. وقد تم إثبات صحة هذه الفرضية لاحقًا عام 1944 من خلال تجربة أفري-ماكلاود-ماكارتي، التي أكدت أن الحمض النووي هو المادة الوراثية.  
ورغم اهتمامه بعلم الأحياء التطوري، إلا أنه رفض فكرة الصدفة في نظرية داروين. وكان من أهم أعماله النظرية كتابه "نشوء الكائنات – دحض لنظرية داروين عن الصدفة" الذي نشر عام 1916 في ينا.  
حصل هيرتفيغ على تكريم كبير خلال مسيرته، حيث انتُخب عضوًا في الأكاديمية الملكية السويدية للعلوم عام 1903. كما يُعرف أحيانًا باسم "أوسكار هيدفيغ"، كما ورد اسمه في كتاب "من اكتشف ماذا ومتى" لديفيد إليارد. وتم توثيق تاريخ اكتشاف الإخصاب في الثدييات، بما في ذلك أعمال هيرتفيغ، في كتاب "بويضة الثدييات" لأوستن.

## روابط خارجية
- أوسكار هيرتويغ على موقع الموسوعة البريطانية (الإنجليزية)

- مؤلفات Oscar Hertwig في مشروع غوتنبرغ
- أعمال أو نبذة عن أوسكار هيرتويغ على أرشيف الإنترنت
- The first chapters of O. Hertwig's book Lehrbuch der Entwicklungsgeschichte des Menschen und der Wirbeltiere (1906) are available online here